# Oskar Troplowitz
Oskar Troplowitz (18. ledna 1863, Gliwice – 27. dubna 1918, Hamburk) byl německý lékárník, spoluvynálezce krému Nivea.

## Životopis
Oskar Troplowitz pocházel z bohaté židovské rodiny, která pocházela ze slezské Opavice (německy: Tropplowitz) v blízkosti Města Albrechtice, která byla od roku 1742 rozdělená na rakouskou a pruskou část. Jeho rodiči byli Ludvík Troplowitz a Anežka rozená Mankiewiczová.
Jeho manželkou byla jeho sestřenice Gertruda Mankiewiczová. Kolem roku 1870 se rodina Troplowitzových přestěhovala do Vratislavi. Tam Oskar studoval farmacii. Avšak studium přerušil a přešel na filozofickou fakultu do Heidelbergu. V roce 1888 získal zdejší doktorát. Nechal se přemluvit rodinou a získal praxi v lékárně svého strýce Gustawa Mankiewicze v Poznani.
V roce 1890, díky finanční pomoci rodiny, získal bankrotující farmaceutický ústav Pavla Karla Beiersdorfa. Zanedlouho rozvinul ústav – vynalezl svou první zubní pastu (Pebeco). Stovky tisíc balení této pasty exportoval do Spojených států. Podílel se na objevu emulgátoru - Eucerin, který měl schopnost spojit neslučitelné látky. V roce 1901 mu další úspěch přinesl vynález náplasti (Leukoplast). V roce také 1909 vynalezl ochranné líčidlo (Labello). Největším vynálezem Oskara Troplowitze je univerzální krém Nivea, který vynalezl v roce 1911.
Oskar Troplowitz zemřel 27. dubna v roce 1918. Příčinou smrti byla mozková mrtvice. Byl pohřben v rodinné hrobce v Hamburku.